# アウレリア街道

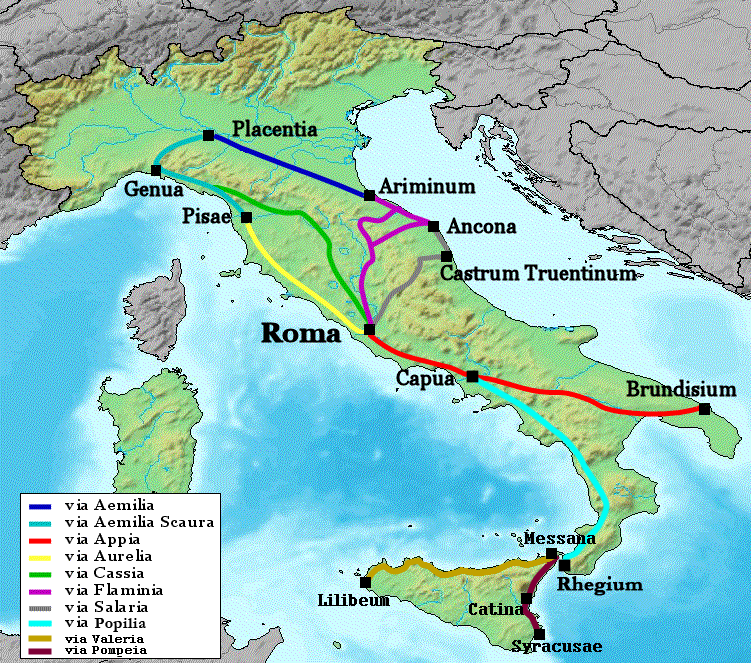
アウレリア街道の経路（黄色の線）

アウレリア街道（Via Aurelia）は、紀元前241年ごろに建設されたローマ街道で、ローマからティレニア海に沿って北西へ伸びピサに至る。当時ケンソルを務めていた C. Aurelius Cotta がプロジェクトを指揮した。C. Aurelius Cotta は他にも道路建設に関わっており、第一次ポエニ戦争中の紀元前252年に執政官となり、シチリア島のAgrigentum（現在のアグリジェント）とPanormus（現在のパレルモ）を結ぶ軍用道路の建設を指揮した。

## 背景
共和政の中期、ローマの拡大による必要に迫られ、イタリア全土を結ぶ街道がいくつか建設された。これには、軍隊の迅速な移動とイタリア全土に拡大したローマ人植民地群との素早い通信を可能にするために必須だった。副次的利点として、イタリア各地の都市間の交易が盛んになった。ローマ街道は2台のチャリオットが通れるよう、15フィートの幅に規格化され、距離を示すためにマイルストーンが置かれた。アウレリア街道もその一連の街道建設の1つとして建設されたもので、最初に計画的に建設されたのは紀元前312年のアッピア街道である。この時代に建設された他のローマ街道としてはアメリーナ街道（紀元前241年ごろ）、フラミニア街道、クローディア街道、アエミリア街道、カッシア街道、ヴァレリア街道（紀元前307年ごろ）、カエシリア街道（紀元前283年ごろ）がある。

## 経路
アウレリア街道はアエミリウス橋という橋でテヴェレ川を渡り、ローマから西に伸びている。アウレリアヌス帝がアウレリアヌス城壁を建設してからは（紀元270年から273年ごろ）、アウレリア街道の起点はアウレリア門（現サン・パンクラツィオ門）となった。その後道はそのまま25マイル進んでティレニア海に面した古代の町アルシウム（現ラディスポリ）を通り、そこから海岸に沿って北上しVada Volaterrana、コサを通り、ピサエ（現 ピサ）に至る。本来のアウレリア街道はピサが終点である。ローマとコサとピサを結ぶこの経路は、特に共和政ローマ初期から中期にかけて重要だった。コサはエトルリアにおける重要な植民都市で軍事拠点だったし、ピサはローマのジェノヴァの間にある唯一の港だった。ピサは、リグリア人、ガリア人、カルタゴ人との戦争で重要な海軍基地となった。
紀元前109年、当時の執政官マルクス・アエミリウス・スカウルスがアウレリア街道を約200マイル延長しアエミリア・スカルーナ街道とした。この街道はピサからデルトーナ（現 トルトーナ）、プラケンティア（現 ピアチェンツァ）、クレモナ、アクイレイアを通り、ジェノヴァに至る。そこからポストゥミア街道を使えば、南フランスのガリア・ナルボネンシス属州に至る。ローマ帝国期には、アウレリア街道を使い、さらにアルプス越えの道を通って、北フランスやガデス（現 スペインのカディス）まで旅行することが可能となっていた。
現在の国道1号線 (Strada Statale 1) は古代のアウレリア街道とほぼ同じ経路であり、アウレリア街道と呼ばれている。